# اکباش، جودول
اکباش، جودول (به لاتین: Akbaş, Güdül) یک Köy در ترکیه است که در استان آنکارا واقع شده‌است.